# Tornowsee
Der Tornowsee ist ein See in der Ruppiner Schweiz in Brandenburg. Er befindet sich östlich von Kunsterspring und südlich von Binenwalde und unweit des Wohnplatzes Tornow. Der See ist Landeswasserstraße.

## Namensdeutung
Tornow (Tornov) ist eine Ableitung von tarn, slawisch für Dorn, Dornenstrauch, also ein Ort, wo Dornensträucher stehen. 1524 findet sich urkundlich zu Tornow, 1541 ufm großen Sehe bei Tornow. Tornow war ursprünglich eine Siedlung, nachdem das Dorf im Mittelalter eine wüste Feldmark wurde, steht heute dort das Forsthaus Tornow. Die ehemalige Siedlung war namensgebend für den See.

## Geografie
Der See ist Teil des Naturschutzgebietes Ruppiner Schweiz und der Ruppiner Wasserstraße in einer Glazialen Rinne, die aus dem Kalksee nördlich des Tornowsees, dem Tornowsee selbst und südlich von ihm dem Zermützelsee, Tetzensee, Molchowsee und Rhin gebildet wird. Die Seenkette erstreckt sich über etwa 40 Kilometer nach Süden bis an den oberen Teil des Rhinluches.
Der Tornowsee grenzt im Norden und im Osten an die äußere Endmoräne der Frankfurter Phase, mit Höhen von etwa 100 m, im Westen an den zugehörigen Sander mit Höhen bis 60 m. Der See ist mit einer Spiegelhöhe von etwa 38 m deutlich in seiner Umgebung eingesenkt. Der Kalksee ist über den Binenbach mit ihm verbunden, zum Zermützelsee hin besteht die Verbindung über das Rottstielfließ.

## Tourismus

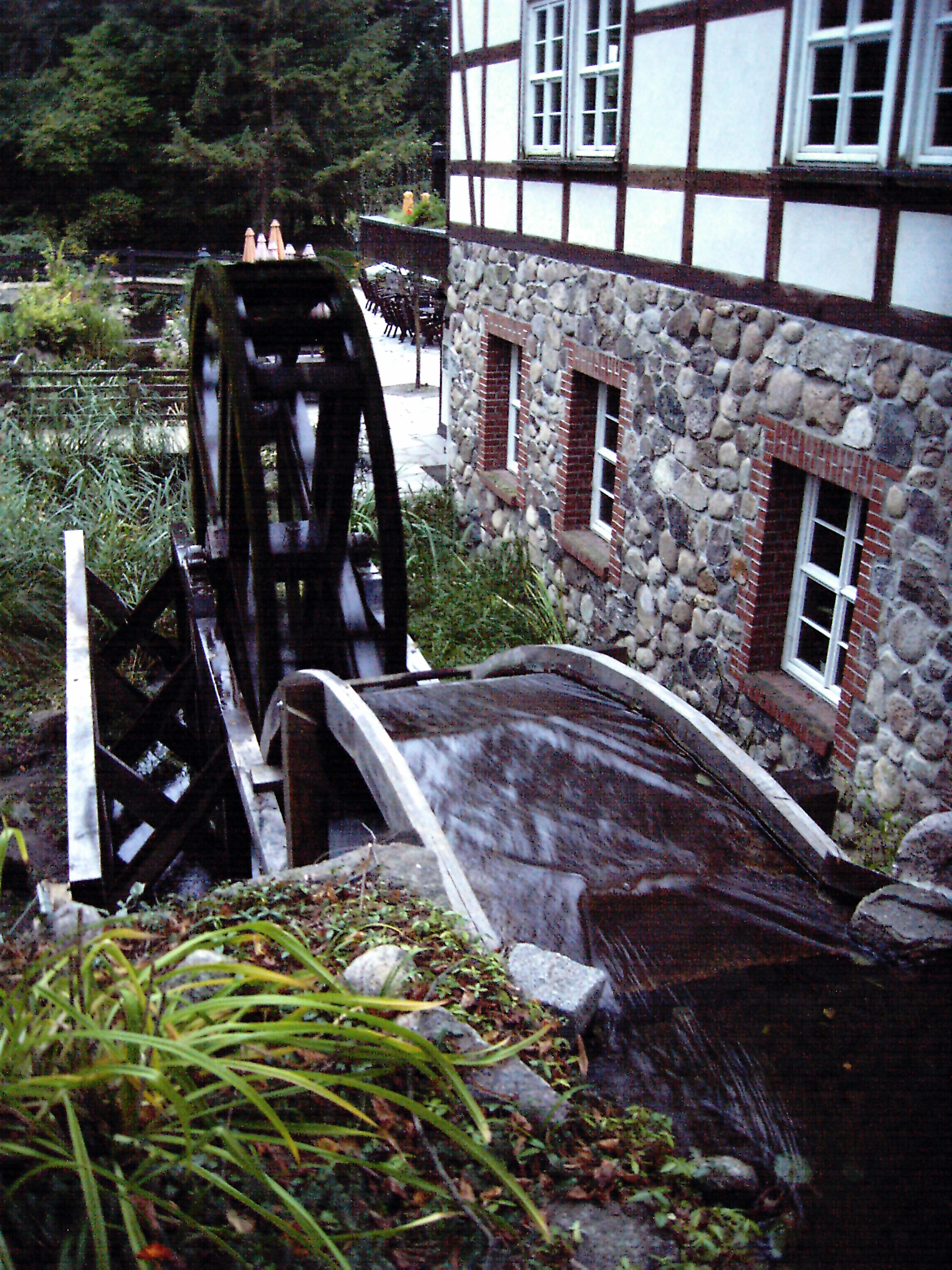
Wasserrad der Boltenmühle

Der schiffbare See ist das Ende des Wasserwanderweges durch die Seen der Ruppiner Schweiz und eingeschränkt mit Motorbooten befahrbar. Die Vegetation aus Altbuchenbeständen und Feuchtwiesen macht die Landschaft reizvoll. Es gibt verschiedene Badestellen und einen Campingplatz am Rottstielfließ.
Auf dem Weilickenberg nahe der Boltenmühle fanden Archäologen die Spuren einer befestigten Siedlung aus der jüngeren Bronzezeit. Im Potsdamer Museum für Ur- und Frühgeschichte werden die Funde aus diesen Grabungen aufbewahrt.

## Der Fontanewanderweg – ein Rundweg um den See
Der Fontanewanderweg führt auf einer Strecke von etwa sieben Kilometer Länge vollständig um den See herum. Am nördlichen Ufer kann die Boltenmühle besucht werden, die 1992 fast vollständig ausgebrannt war. Sie ist als Ausflugsgaststätte wieder aufgebaut worden. Der Rundweg quert die Tornowquelle, den Binenbach und das Rottstielfließ, führt am Weilickenberg und am Aussichtspunkt Zanderblick vorüber. An der Strecke des Fontanewanderweges liegen der Ort Rottstiel und die Kunsterwiese.
An einigen Stellen befinden sich Abzweige zu anderen Wanderzielen wie im Norden zum Kalksee oder im Süden zum Forsthaus Tornow. Eine Blaustrich-Markierung macht hier auf den Europäischen Fernwanderwegs E 10 aufmerksam. – Hinter der Rottstiel-Brücke führt der E 10 weiter zum Waldmuseum in Stendenitz und in Richtung Neuruppin.